# Гуидо ди Грациано
Вижте пояснителната страница за други личности с името Гуидо.
Гуѝдо ди Грациàно (на италиански: Guido di Graziano; † 13 век) е италиански художник и минатюрист от Сиенската школа, активен в Сиена между 1278 и 1302 г.

## Биография и творчество
Гуидо ди Грациано не е художник-иноватор като Копо ди Марковалдо или Гуидо да Сиена. Той е техен съвременник и майстор, така да се каже „от втори ред“, но е достатъчно добър в това,  че да получава множество поръчки в Сиена.
Името „Гуидо" се появява многократно в архивите на сиенската съкровищница (Бикерна) и не само по повод поръчките, дадени на неговата работилница за изображения на гербове върху таволети. Като потвърждение, че Гуидо ди Грациано е бил известен и добре платен художник, могат да се цитират записите на Бикерна (една от сиенските финансови магистратури) от 1295 г.: на 27 август 1295 г. той получава 15 лири за образа на благославящата Мадона в двореца на комуната; На 28 октомври 1295 г. му плащат 10 лири за „Маестà“ в двореца нa комуната; На 15 ноември 1295 г. му са платени 6 лири и 10 солди за образите на св. св. Петър и Павел, както и за 102 златни букви под образа на Дева Мария. Съвсем очевидно е, че това е фреска, тъй като добавянето на надписа от 102 златни букви и изображения на св. св. Петър и Павел е един единствен проект, върху който Гуидо работи от август до ноември, като получава общо 41 лири и 10 солди за него. Сухите счетоводни отчети не съдържат по-подробна информация за това в коя зала на Палацо Публико той рисува своята фреска. 
През първата половина на 20 век в научната среда битува мнение, че този „Гуидо“ и Гуидо да Сиена са един и същи художник. Тънкият изкуствоведски анализ на творбата, направен от италианския историк на изкуството Лучано Белози, позволява да се отдели маниерът на единия майстор от този на другия.
Авторство на Гуидо ди Грациано се приписват известната картина с изображението на „Св. Петър на трон и евангелски сцени“, съхранявана в Националната пинакотека в Сиена (авторството над това произведение предизвиква спорове няколко десетилетия); Олтарен образ на „Св. Франциск и сцени от неговия живот“ (след 1270 г., Сиена, Наионална пинакотека); „Мадоната с Младенеца на трон“ (1285 – 1295 г. Сиена, църква „Сан Реголо“).
Във всички негови работи е видно силното влияние на византийската живопис. В трактовката на лицата са видни и сиенски новации. Тези уроци са усвоени от Гуидо да Сиена и Копо ди Марковалдо.
Гуидо ди Грациано е известен като създател на италианската книжна миниатюра. В Градската библиотека на Сиена се пази „Трактат за сътворението на света“, който е датиран към края на 13 – нач. на 14 век, илюстритан от него.
Точните дати на неговото раждане и смърт не съществуват. От записите на Бикерна може да се разбере, че от 1270 г. Гуидо продължава да работи и в началото на 14 век.